# Fountain Valley
Fountain Valley je město ve Spojených státech amerických. Nachází se v okrese Orange County ve státě Kalifornie. Ve městě žije přibližně 57 tisíc obyvatel a jeho rozloha činí 23,5 km². Východní hranici města tvoří řeka Santa Ana, na jihu a západě sousedí Fountain Valley s městem Huntington Beach, na severu s městy Westminster a Garden Grove, na severovýchodě s městem Santa Ana a na jihovýchodě s městem Costa Mesa. 
Své sídlo zde má společnost Kingston Technology. V roce 2020 tvořili 40 % obyvatel Asiaté, 39 % běloši, 16 % Hispánci a 1 % Afroameričané.

## Rodáci
- Keri Russellová (* 1976) – americká herečka a tanečnice